# Smithium
| Serie      | Stufe     | Unterstufe   | ≈ Alter (mya) |
| ---------- | --------- | ------------ | ------------- |
| höher      | höher     | höher        | jünger        |
| Untertrias | Olenekium | Spathium     | 249,2–247,2   |
| Untertrias | Olenekium | Smithium     | 251,2–249,2   |
| Untertrias | Indusium  | Dienerium    | 251,6–251,2   |
| Untertrias | Indusium  | Griesbachium | 251,9–251,6   |
| tiefer     | tiefer    | tiefer       | älter         |

Smithium (engl. Smithian) ist ein (kurzes) Zeitintervall der Erdgeschichte. Es handelt sich um die obere Unterstufe des Olenekium, der zweiten Stufe der Trias. Sie folgt auf das Dienerium, der oberen Unterstufe des Indusium und wird vom Spathium abgelöst.

## Begriffsgeschichte
Das Smithium ist nach dem Smith Creek im nordwestlichen Teil von Ellesmere Island benannt. Dieser Bach ist wiederum nach James Perrin Smith benannt, einem amerikanischen Paläontologen. Stufe und Name wurden von Tim Tozer 1965 vorgeschlagen. Da Dienerium und Smithium in Gebieten außerhalb des arktischen Kanada biostratigraphisch oft nur schwer zu trennen sind, schlug Jean Guex 1978 vor, die beiden Stufen zu vereinigen und prägte dafür den neuen Stufennamen Nammalium.

## Definition, absolute Datierung, Korrelation und Untergliederung
Die Basis des Smithium wurde von Tozer ursprünglich mit dem Einsetzen der Ammonitenart Euflemingites romunderi definiert. Später wurde in einer revidierten Definition zwischen der obersten Ammonitenzone des Dienerium und dem Smithium die Hedenstroemia-hedenstroemi-Zone dazwischen geschoben; d. h. das Smithium beginnt nun an der Basis dieser Zone. Die Conodontenart Neospathodus waageni setzt an dieser Grenze ebenfalls ein. Die Obergrenze und zugleich die Untergrenze des darüber folgenden Spathium ist durch das Einsetzen der Ammoniten-Gattungen Tirolites, Columbites, Subcolumbites, Prohungarites und Keyserlingites charakterisiert. Das Ersteinsetzen der Ammoniten-Art Subolenekites pilaticus wurde formal als Untergrenze definiert. Allerdings scheint im Typprofil eine Ammonitenzone zu fehlen. In der Tethys setzt an dieser Grenze die Ammoniten-Art Tirolites cassianus ein.
Das Zeitintervall des Smithium wird geochronologisch auf 251,2 bis 249,2 Millionen Jahre vor heute datiert. Für die alternative Datierung der Untertrias siehe (Brack et al. 2005).
Das Smithium wird heute mit dem Unteren Olenekium korreliert. Da die Grenze lange Zeit etwas unsicher war schlug Jean Guex (1978) vor, Dienerium und Smithium zu einer Unterstufe zu vereinen. Diese Unterstufe nannte er Nammalium. Dieser Vorschlag schien sich zunächst durchzusetzen, wurde aber später zu Gunsten der Zweistufengliederung der Untertrias aufgegeben. Dieselben Grenzen werden für die Unterstufe Ayaxium (engl. Ayaxian) angenommen; diese Unterstufe wurde von Zakharov (1994) vorgeschlagen. Das Ayaxium fand jedoch keine Akzeptanz.
Das Smithium wird in drei Ammonitenzonen untergliedert:
- Tethyaler Bereich:
  - Anasibirites kingianus
  - Flemingites flemingianus
  - Meekoceras gracilitatis

Das Smithium ist keine „offizielle“, d. h. von der International Commission on Stratigraphy (ICS) anerkannte und definierte Unterstufe, sondern lediglich ein „informelles“ Zeitintervall. Trotzdem wird es in neueren Arbeiten über die Untertrias benutzt.

## Belege